# Fantino il Vecchio
Fantino il Vecchio, conosciuto anche come il Cavallaro (in greco Ἱππονομεύς) o il Taumaturgo, (Tauriana, 294 – Tauriana, 24 luglio 336) fu un cristiano calabrese, dedito alla preghiera e amico dei poveri. In virtù di numerosi prodigi, è venerato santo.

## Biografia
Di grande importanza ai fini della conoscenza della figura di questo Santo è il Bios scritto in greco dal vescovo Pietro di Taureana nell'VIII secolo.
Vissuto tra il III e il IV secolo nacque in una città della bassa Calabria tirrenica, Tauriana. 
Fu al servizio di un patrizio romano di nome Balsamio da cui veniva impiegato quale guardiano di cavalli (da cui il soprannome di cavallaro con il quale è conosciuto); era, in segreto, cristiano e cercava di aiutare i bisognosi anche triturando, nottetempo e di nascosto, con i cavalli del suo padrone il grano dei contadini poveri. L'azione di carità fu notata da alcuni detrattori, che istigarono Balsamio a sorvegliare Fantino. Il giovane una prima volta riuscì, grazie ad un primo prodigio, ad evitare l'ira del padrone. Una seconda volta dovette fuggire. La sua fuga fu interrotta dalle impetuose acque del vicino Metauros (oggi Petrace): tuttavia Fantino, similmente a Mosè, col frustino e la preghiera, fermò le acque passandovi sopra “come fosse terra ferma”. Balsamio, alla vista di tale prodigio, si arrese, chiese perdono e si convertì al cristianesimo.
Sono noti venti miracoli narrati dal vescovo Pietro nel Bios. Tra questi il prodigio degli agareni catturati (mir. 18), avvenuto il 24 luglio dell'anno 650, legato al locale culto della Vergine venerata con l'appellativo “dall'Alto Mare”. A Tauriana si festeggiava San Fantino. Dal mare improvvisamente si avvicinarono delle navi agarene. Una di queste, giunta nei pressi della spiaggia di Tauriana, venne investita da un'improvvisa tempesta ed andò a fracassarsi contro uno scoglio (chiamato poi Pietra delle Navi – oggi Scoglio dell'Isola) situato ai piedi del pianoro della città, sotto il Tempio del Santo. I superstiti agareni catturati riferirono di aver visto sullo scoglio un giovane con un tizzone fumigante in mano e una donna vestita di porpora. Ad un gesto della donna il giovane lanciò il tizzone in mare provocando la tempesta. Gli agareni superstiti si convertirono al cristianesimo e i Taurianesi “che partecipavano alle celebrazioni del Santo glorificavano Iddio“ (dal Bios di San Fantino).
Fantino morì a circa 40 anni e fu sepolto, in odore di santità, nell'attuale cripta, ambiente ipogeo di epoca romana sotto la chiesetta ottocentesca e riadattato a sepolcro.

## Culto

### La riscoperta
Verso la fine degli anni 1980 un gruppo di giovani volontari di Palmi andarono alla ricerca di una chiesetta ottocentesca dedicata a un santo dimenticato, San Fantino il Vecchio (detto anche il Cavallaro), descritta in alcuni autorevoli testi di storia locale. La ricerca portò alla riscoperta di un antico edificio, chiesa e cripta, dedicati al Santo, trovati in condizioni di profondo degrado. La cripta era stata già individuata da un gruppo di uomini del luogo guidati dal prof. Luigi Lacquaniti nel 1952, ma questo evento non ebbe seguito. Il gruppo di volontari iniziò subito un'azione sistematica di coinvolgimento delle istituzioni, di recupero e valorizzazione del sito e del Santo, risultato storicamente il più antico della Calabria essendo vissuto a Taureana di Palmi all'incirca tra il 294 e il 336.
Il 24 luglio 1994, il gruppo di volontari, denominatosi Movimento Culturale San Fantino, promosse, con la collaborazione della locale Parrocchia e con la Comunità bizantina di Reggio Calabria-Bova, il ripristino della antichissima festa del Santo con una processione di cavalli e la riproposizione della Divina Liturgia in greco bizantino animata da apposito coro. In onore del Santo, vissuto nel periodo della Chiesa unita, il Movimento ha promosso incontri di preghiera, nella cripta, fra ortodossi e cattolici.

### Architetture religiose
Al santo sono state dedicate nel tempo quattro chiese:
- il medievale Complesso di San Fantino, a Taureana di Palmi
- la moderna chiesa di San Fantino, anch'essa a Taureana di Palmi
- la chiesa di San Fantin a Venezia
- la chiesa di San Fantino presso la frazione di Chorio di San Lorenzo